# Estación de Olhão
La Estación Ferroviaria de Olhão, también conocida por Estaciones de Olhão, es una plataforma ferroviaria de la Línea del Algarve, que sirve a la localidad de Olhão, en el Distrito de Faro, en Portugal.

## Características

### Vías y plataformas
La estación incluía, en 2007, tres vías de circulación, teniendo cada una 275 metros de extensión, y tres plataformas, con 114, 100 y 65 metros de longitud.
En enero de 2011, ya se habían efectuado algunas modificaciones en las vías, pasando las dos primeras líneas a tener 253 metros de longitud, y la tercera, 190 metros; las plataformas también fueron modificaciones, pasando a presentar de 114 a 65 metros de longitud, y 30 y 20 centímetros de altura.

### Localización y accesos
Esta plataforma se encuentra junto a la Avenida de los Combatentes de la Gran Guerra, en la localidad de Olhão.

## Historia

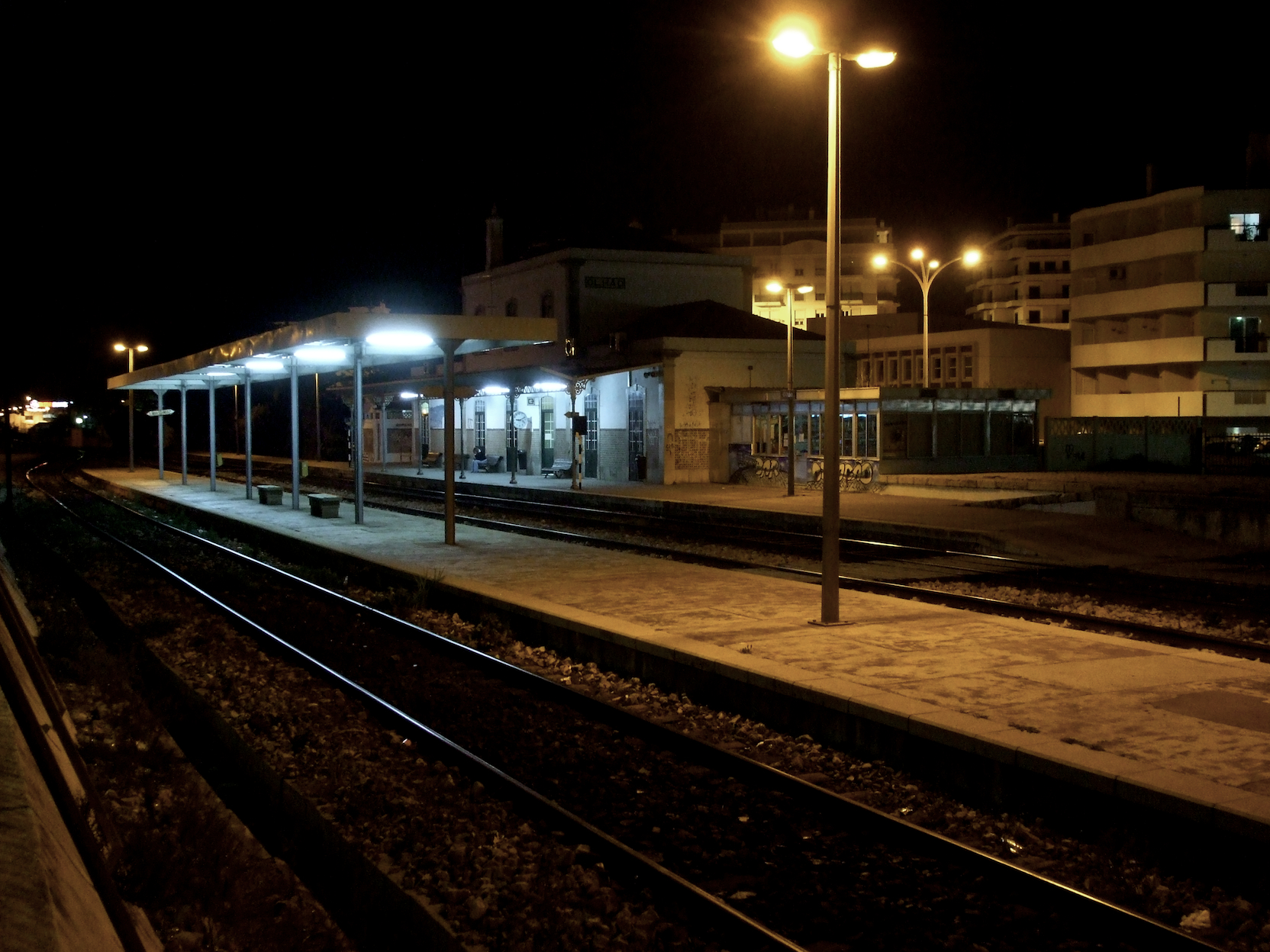
Estación de Olhão por la noche, en 2009.

### Planificación y construcción
En 1898, el ingeniero Pedro Inácio Lopes escogió un lugar para la futura estación de Olhão, en un punto al Noroeste de la localidad, con un ramal para el muelle de pesca; una ordenanza del 21 de noviembre de 1902 aprobó el plan definitivo para la construcción del según lanço de la vinculación ferroviaria entre Faro y Vila Real de Santo António, estando incluida una estación de segunda clase en la localidad de Olhão, una vía férrea entre la estación y el muelle de la localidad, para el transporte de pescado, y una plataforma rotatoria en la estación para acceso de vagonetas.
Sin embargo, poco tiempo después de la aprobación del proyecto, la alcaldía de Olhão reclamó que la localización de la Estación, tuviese una nueva ubicación, al Norte de la villa, a unos 500 metros de distancia del sitio original, y que se encontraba entre las Rutas Municipales 9 y 53; aquel organismo apuntó varias razones de orden estética, y argumentó que el nuevo local ofrecía mejores accesos. En diciembre de ese año, la alcaldía envió dos representaciones a las oficinas de la Compañía de los Ferrocarriles del Sur y Sudeste, para defender la nueva localización. Esta cuestión dividió la población de la villa, con algunos habitantes del lado de la Cámara Municipal, y otros defendiendo la localización original.
La Dirección del Sur y Sudeste llegó a la conclusión de que los costes de construcción serían idênticos en ambos lugares, y que ninguno ofrecía mayores beneficios, en términos técnicos, sobre el otro; no obstante, el Consejo de Administración se mostró en contra de la modificación. Esta cuestión fue discutida en la sesión de 1902-1903 de las Cámaras Legislativas, que tuvo lugar a comienzos de 1903.
Para resolver este problema, el Gobierno ordenó, por una ordenanza del 7 de febrero de 1903, la creación de una comisión, para estudiar las reclamaciones de la alcaldía y de la población, y propone, así, el lugar más conveniente para los intereses locales y regionales. La comisión se reunió el día 11, habiendo resuelto, por mayoría, aceptar la solución de la Cámara Municipal., por lo que, el 12 de febrero, el Estado ordenó que la Estación fuese construida en el nuevo lugar.
El 14 de septiembre del mismo año, tuvo lugar la conclusión del contrato de la construcción de los muros de cierre.

### Inauguración
La Estación de Olhão fue inaugurada el 15 de mayo de 1904, en la presencia de gran multitud; en ese momento, se encontraba en los límites de esta localidad, pero lejos de los núcleos comerciales e industriales.
En 1933, la Comisión Administrativa del Fondo Especial de Ferrocarriles aprobó obras de mejora de las comunicaciones telefónicas, entre las Estaciones de Olhão y Vila Real de Santo António.

### Movimiento de mercancías y pasajeros
A comienzos de la Primera Guerra Mundial, se produjo una reducción en el volumen de mercancías recibidas; en general, reduciéndose las expediciones de pescado en esta región, pero aumentándose las de pulpo. En la segunda mitad del Siglo XX, se observó un aumento en el movimiento de mercancías de esta estación, en detrimento de Vila Real de Santo António.
Las principales mercancías expedidas fueron pescado congelado en sal en cajas de madera, para todo el país. En régimen de pequeños volúmenes en gran velocidad, las principales expediciones fueron hortalizas y frutas (principalmente para Vila Nova de Gaia) (especialmente cítricos, en la Primavera y en el Otoño, pulpo (en el Otoño), aceite envasado y harina y aceite de pescado (para Setúbal y Lisboa). Las principales mercancías recibidas fueron adobes, carbón y metales varios, procedentes de Vila Real de Santo António, paja, materiales de construcción (especialmente cemento), papel (viniendo de Cacia) (principalmente en el Otoño), trigo, patatas, aceites vegetales y arroz.
En términos de pasajeros, esta fue una de las principales estaciones en el Algarve, en movimiento de veraneantes. En las desplazamientos regulares, se produjo un elevado tráfico de pasajeros entre esta estación y Faro, Fuzeta - Moncarapacho, Tavira y Monte Gordo.

### SigloXXI
Entre febrero y mayo de 2009, esta estación sufrió varias obras de remodelación y mantenimiento, por parte de la Red Ferroviaria Nacional.
En septiembre de 2008, dos jóvenes fueron capturados por la policía en esta estación, suspechosos de un asalto en la Estación de Boliqueime.
En 2010, la Estación de Olhão continuó siendo una de las principales en términos de movimiento de pasajeros, en el Sotavento Algarvio.
El 7 de noviembre de 2011, la Red Ferroviaria Nacional emitió el Anúncio de procedimiento n.º 5428/2011, que se refiere a un contrato para varias obras en el interior de esta plataforma, junto con la de Fuseta - Moncarapacho; las intervenciones incluyen la sustitución de traviesas de madera por hormigón, intercambio de carriles defectuosos, reparación de las pasarelas de madera, y combinar los equipamientos de mudanza de vía.